# Вокил (село)
Вижте пояснителната страница за други значения на Вокил.
Вокил е село в Североизточна България. То се намира в община Дулово, област Силистра.

## История
Старото наименование на селото е Сунгурлар. През 1942 г. е преименувано на Вокил. През 1979 г. населението наброява 2000 жители, а през 1985 г. – 1760 жители. Населението е с турски произход.